# Hegyi Szilvia
Hegyi Szilvia (Budapest, 1992. július 25. –) labdarúgó, középpályás. Jelenleg a Dorogi Diófa SE labdarúgója.

## Pályafutása

### Klubcsapatban
2004-ben az Újbuda TC csapatában kezdte a labdarúgást, majd a Kőbányai Ifjúsági SE együttesében folytatta. 2007-ben először egy idényre kölcsönbe került az MTK-hoz, ahol az ifjúsági csapat mellett a felnőtt csapatban is bemutatkozott 2007-ben. 2007 és 2010 között egy-egy bajnoki címet, ezüst- és bronzérmet nyert a csapattal. 2010-ben tagja volt a magyar kupa-győztes együttesnek. 2010 nyarán félévre kölcsönben a Taksony SE labdarúgója lett, majd a tavaszi idényben ismét kölcsönben az 1. FC Femina csapatában játszott.

## Sikerei, díjai
- Magyar bajnokság
  - bajnok: 2009–10
  - 2.: 2008–09
  - 3.: 2007–08, 2010–11
- Magyar kupa
  - győztes: 2010